# 제자리 높이뛰기

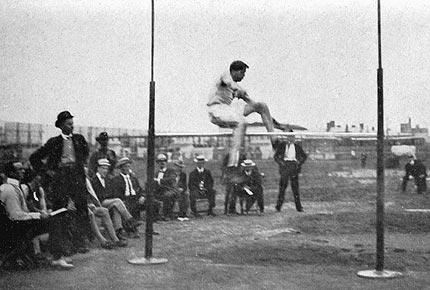

제자리 높이뛰기는 높이뛰기의 일종으로, 말 그대로 서서 높이뛰는 것을 말한다. 올림픽에서는 1900년부터 1912년까지 존재하였다.
높이뛰기와 같은 방식으로 수행되지만 차이점은 선수가 도약이 없고 가만히 서서 두 발을 모으고 점프해야 한다는 것이다.
레이 에리(Ray Ewry)는 높이뛰기 세계 기록(1900년 7월 16일 1.65m)을 세운 올림픽 시대 최고의 선수였다. 그는 또한 스탠딩 멀리뛰기와 스탠딩 트리플 점프에서 큰 성공을 거두었다.
이전에 이 대회는 1900년부터 1912년까지의 올림픽 육상 프로그램과 1922년 및 1926년 세계 여자 세계 경기를 특징으로 했다. 이 행사는 20세기로 접어들 무렵 미국의 아마추어 체육 연맹(Amateur Athletic Union) 선수권 대회에서 실내 행사로 치러졌다. 스칸디나비아 국가에서 더 오랜 기간 동안 챔피언십 상태를 유지했지만 20세기에 인기가 떨어졌다.
최고의 결과 중 하나는 1980년 스웨덴 선수 룬 알멘(Rune Almén)이 1.90m를 기록한 것인데 당시 스웨덴 기록이자 비공식 세계 기록이었다. 나중에 그는 또한 오늘날 세계 기록인 1.90m를 뛰어 넘었다. 노르웨이 기록은 1983년 칼스타드(Sturle Kalstad)의 1.82이다.